# Morris Minor

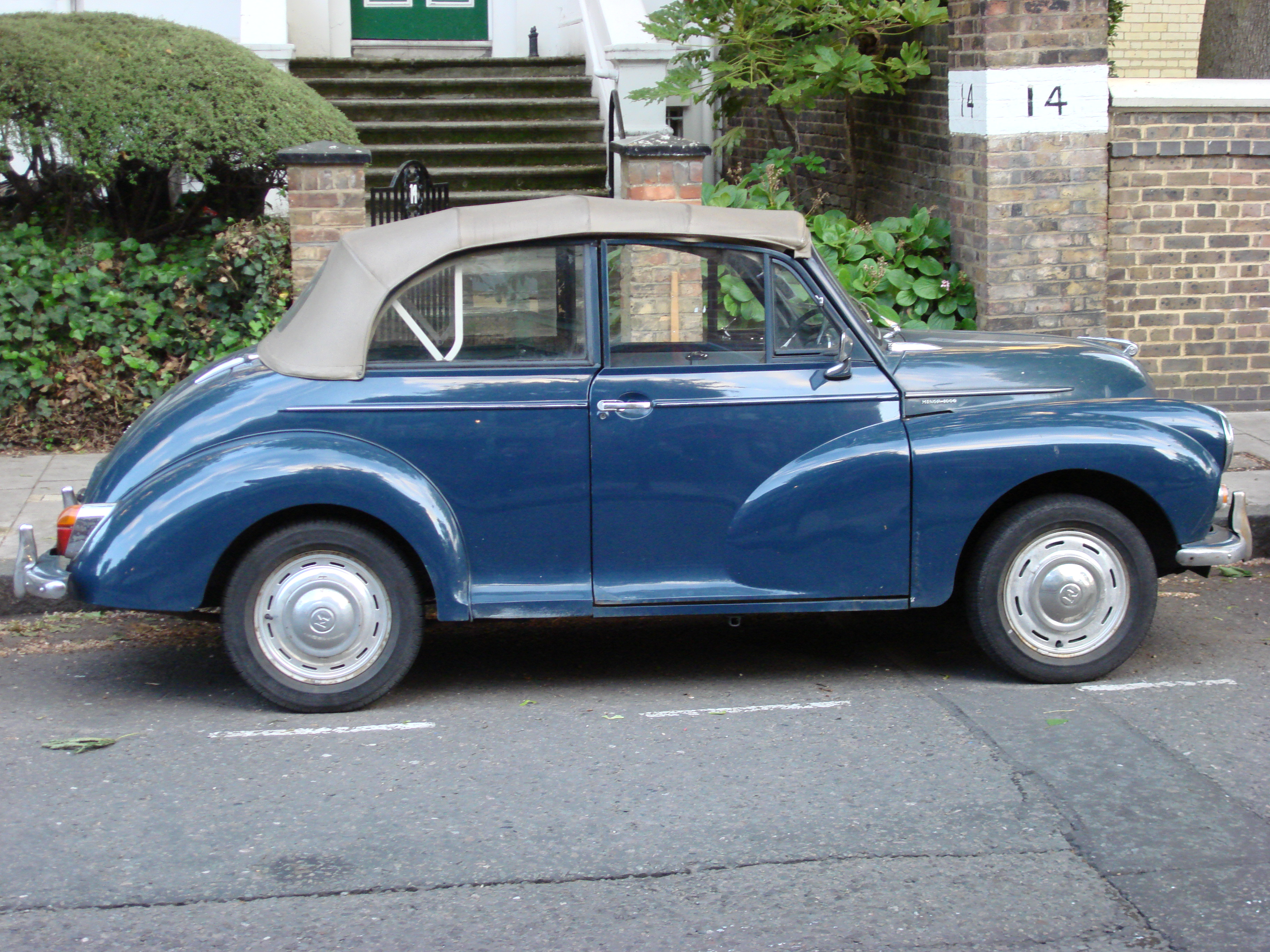
Morris Minor kabriolet

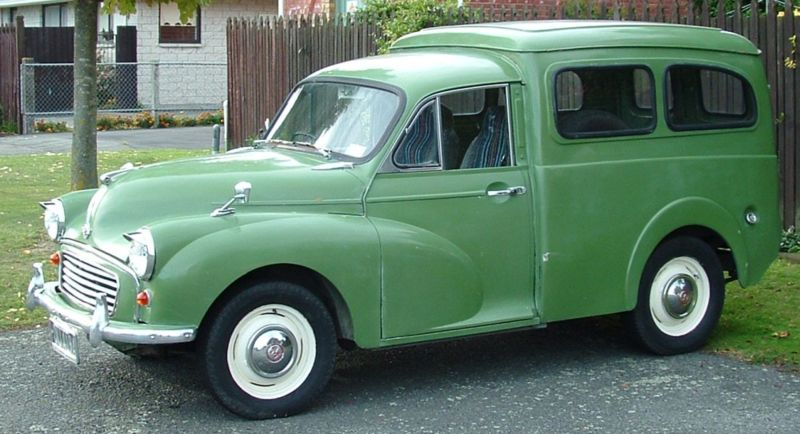
Morris Minor Traveller

Automobil Morris Minor se stal nejúspěšnějším modelem anglické značky Morris. Ve své době
představoval velice hospodárné vozidlo, stejně jako v Itálii Fiat 500, v Německu Volkswagen Brouk nebo ve Francii Citroën 2CV. Vůz patří mezi
nejúspěšnější a nejdéle vyráběné vozy. Za dvacet tři let výroby od roku 1948 do roku 1971 sjelo
z výrobní linky přes 1 500 000 vozů. Minor byl nástupcem modelu Morris Eight. Model Minor
se stal prvním anglickým vozem v historii, který překonal hranici jednoho milionu vyrobených vozů.
Nástupcem se stal model Marina.
O návrh vozu se postaral Alec Issigonis. Ten se mimo jiné proslavil návrhem legendárního vozidla
Mini. Morris Minor vznikl s ohledem na to, aby za lidovou cenu poskytnul maximum komfortu a
skvělé jízdní vlastnosti oproti svým konkurentům. V době, kdy většina britských
motoristů jezdila v upravených provedeních předválečných vozů, byl Minor se skořepinovou
konstrukcí a hladkými tvary inspirovanými americkými automobily, moderní vozidlo. Do roku
1950 se modely lišily níže položenými předními světly a děleným předním sklem. Později se objevilo
dvoudveřové provedení a jako čtyřmístný kabriolet. Překvapivě se ho prodalo 30 % produkce. V roce
1950 se začala prodávat verze se čtyřmi dveřmi. V roce 1953 se objevil oblíbený typ Traveller. Ten
společně s dvoudveřovým modelem zůstaly ve výrobě do roku 1971.
Alec Issigonis původně požadoval plochý čtyřválec, ale nakonec byl montován spolehlivější motor SV
série E(0,9). Ten měl výkon 27 koní. V roce 1952 se začal montovat výkonnější motor Austin OHV
oobjemu 0,8 litru a výkonem 30 koní. V roce 1956 se ve vozech s označením Morris Minor 1000
montoval motor (948 cm3) s výkonem 37 koní. V roce 1953 se začal montovat nový motor
o objemu 1,1 litru (48 k), který dokázal dosáhnout rychlosti až 125 km/h.
- Motor: řadový čtyřválec
- Objem: 918/803/943/1098 cm3
- Výkon: 27 až 48 koní
- Max. rychlost: 95 až 125 km/h
- Převodovka: 4stupňová mechanická
- Počet vyr. vozů: 1 583 619
- Rozměry: 3760 × 1550 × 1450
- Rozvor: 2180 mm
- Hmotnost: 740–800 kg